# Эгуавон, Августин
Августи́н О́уэн Эгуаво́н  (англ. Augustine Owen Eguavoen; род. 19 августа 1965, Бенин-Сити) — нигерийский футболист, защитник; тренер. Был капитаном сборной Нигерии.

## Карьера
На чемпионате мира 1994 года в матче с Италией за нарушение на Эгуавоне был удалён Джанфранко Дзола. Августин стал первым африканцем в чемпионатах России. Участвовал в Кубке Интертото в составе московского «Торпедо» (в том числе несколько игр был капитаном команды), а за сборную Нигерии — в чемпионате мира 1998 во Франции (был единственным представителем российского чемпионата на этом турнире). В начале 1999 года получил травму, в результате которой был вынужден уехать из России на лечение. Карьеру игрока Эгуавон закончил в клубе «Слима Уондерерс» из Мальты, при этом последний год был в команде играющим тренером.
17 августа 2010 года Эгуавон возглавил сборную Нигерии до 23 лет. 5 декабря 2011 года после провального выступления в отборе к Олимпийским играм 2012 в Лондоне Эгуавон покинул пост в молодёжной сборной.

## Выступления
- «ННПК» Уорри, Нигерия (1984)
- «Бендел Иншурэнс» Бенин-Сити, Нигерия (1985)
- «АКБ» Лагос, Нигерия (1986)
- «Гент», Бельгия (1986—1991)
- «Кортрейк», Бельгия (1991—1995)
- «Оренсе», Испания (1996)
- «Сакраменто», США (1996)
- «Торпедо-Лужники», Россия (1997—1998)
- «Слима Уондерерс», Мальта (1999—2001)

## Тренерская карьера
- «Слима Уондерерс», Мальта (2000—2001)
- «Бендел Иншурэнс», Нигерия (2002)
- Юношеская сборная Нигерии (2002—2003)
- Помощник главного тренера сборной Нигерии (2003—2005)
- Главный тренер сборной Нигерии (2005—2007)
- «Блэк Леопардс», ЮАР (март 2008)
- «Эньимба», Нигерия (2008—2009)

## Достижения
- Обладатель Кубка Мальты: 2000
- Победитель Кубка Африки 1994 года
- Серебряный призёр Кубка Африки 1988 года
- Бронзовый призёр Кубка Африки 1992 года
- Участник чемпионатов мира 1994 и 1998 годов
- Под руководством Августина Эгуавона сборная Нигерии завоевала бронзу на Кубке африканских наций в 2006 году